# Provincia di Bolu
La provincia di Bolu (in turco Bolu ili) è una provincia della Turchia.

## Geografia antropica

### Suddivisioni amministrative

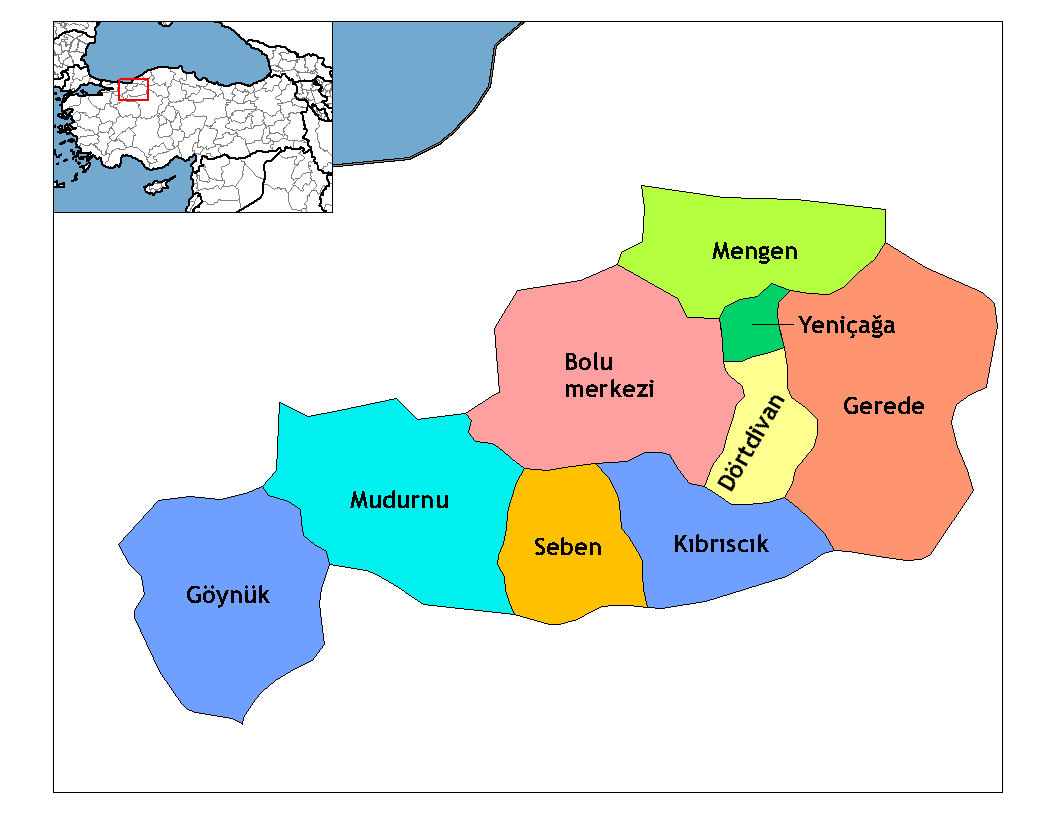
Distretti della provincia di Bolu

La provincia è divisa in 9 distretti:
- Bolu (centro)
- Dörtdivan
- Gerede
- Göynük
- Kıbrıscık
- Mengen
- Mudurnu
- Seben
- Yeniçağa

Fanno parte della provincia 13 comuni e 511 villaggi.